# Tigerhai
Der Tigerhai (Galeocerdo cuvier) ist eine großwüchsige Haiart, die weltweit in tropischen, subtropischen und warm gemäßigten Meeren vorkommt.

## Verbreitung

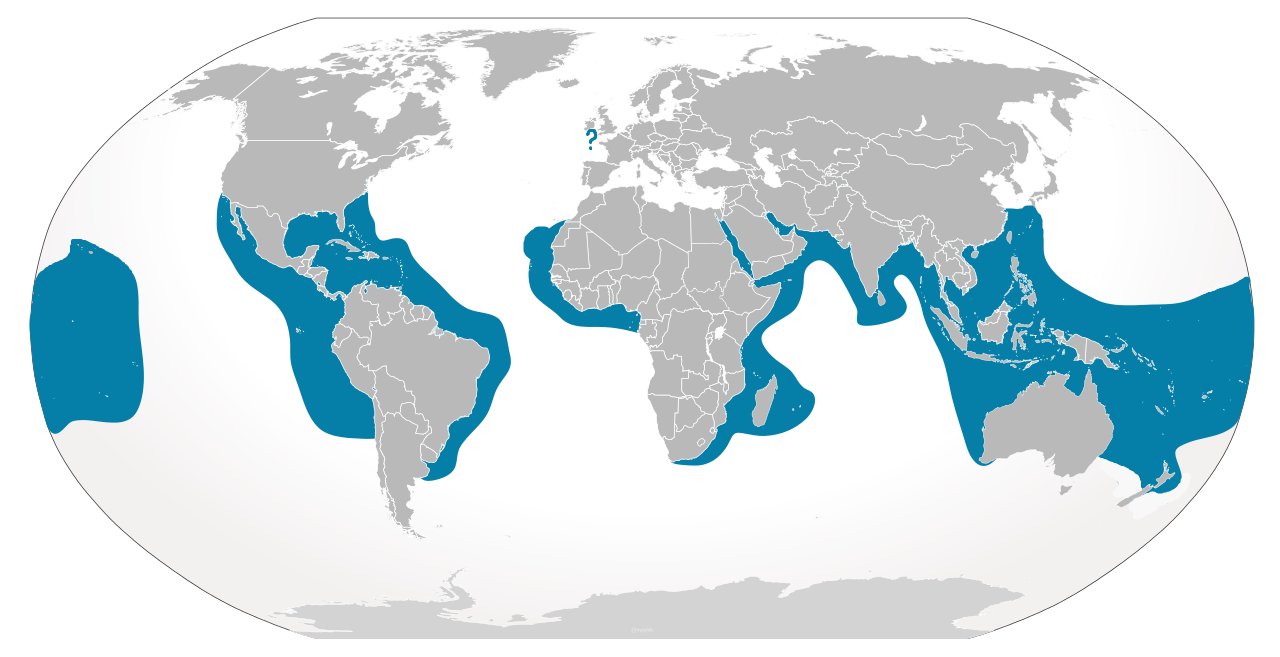
Verbreitungsgebiete des Tigerhais

Trübe Gewässer und Regionen, in die Flüsse münden, bevorzugt er. Im westlichen Atlantik reicht das Verbreitungsgebiet von Massachusetts bis Uruguay und umfasst auch den Golf von Mexiko und die Karibik, im östlichen Atlantik kommt er von Marokko und den Kanarischen Inseln mit Sicherheit bis nach Ghana, möglicherweise aber bis Angola vor. Irrgäste, die mit dem Golfstrom nach Norden zogen, wurden auch bei Island und möglicherweise bei den Britischen Inseln gesichtet. Im Indopazifik reicht das Verbreitungsgebiet des Tigerhais von Südafrika über den Norden des Indischen Ozeans (mit dem Roten Meer als Nebenmeer) bis nach Japan, Australien, Neuseeland, Hawaii und Französisch-Polynesien.
Vor der Malediven-Insel Fuvahmuhla (ausgesprochen Formula) sind besonders viele Tigerhaie zu beobachten, und zwar im Tauchplatz „Tiger Zoo“. Dort sind etwa 85 % der Tiere weiblich; sie verbringen im Inselbereich die Schwangerschaft. Mit einer Ultraschall-Sonde identifiziert James Sulikowski von der Oregon State University (USA) die trächtigen Tiere. Er vermutet, dass warme Wassertemperatur und reiches Nahrungsangebot die Entwicklung der Embryonen im Mutterleib fördern. Mit einem implantierten neuartigen Sender wird außerdem versucht die Meeresgebiete zu entdecken, in denen die wanderfreudigen Tiere ihre Jungen lebend gebären.
Im östlichen Pazifik kommt der Tigerhai von Kalifornien bis Peru vor und bevölkert auch die Gebiete um die Kokos-Insel, die Galapagosinseln und die Revillagigedo-Inseln.

## Äußeres Erscheinungsbild

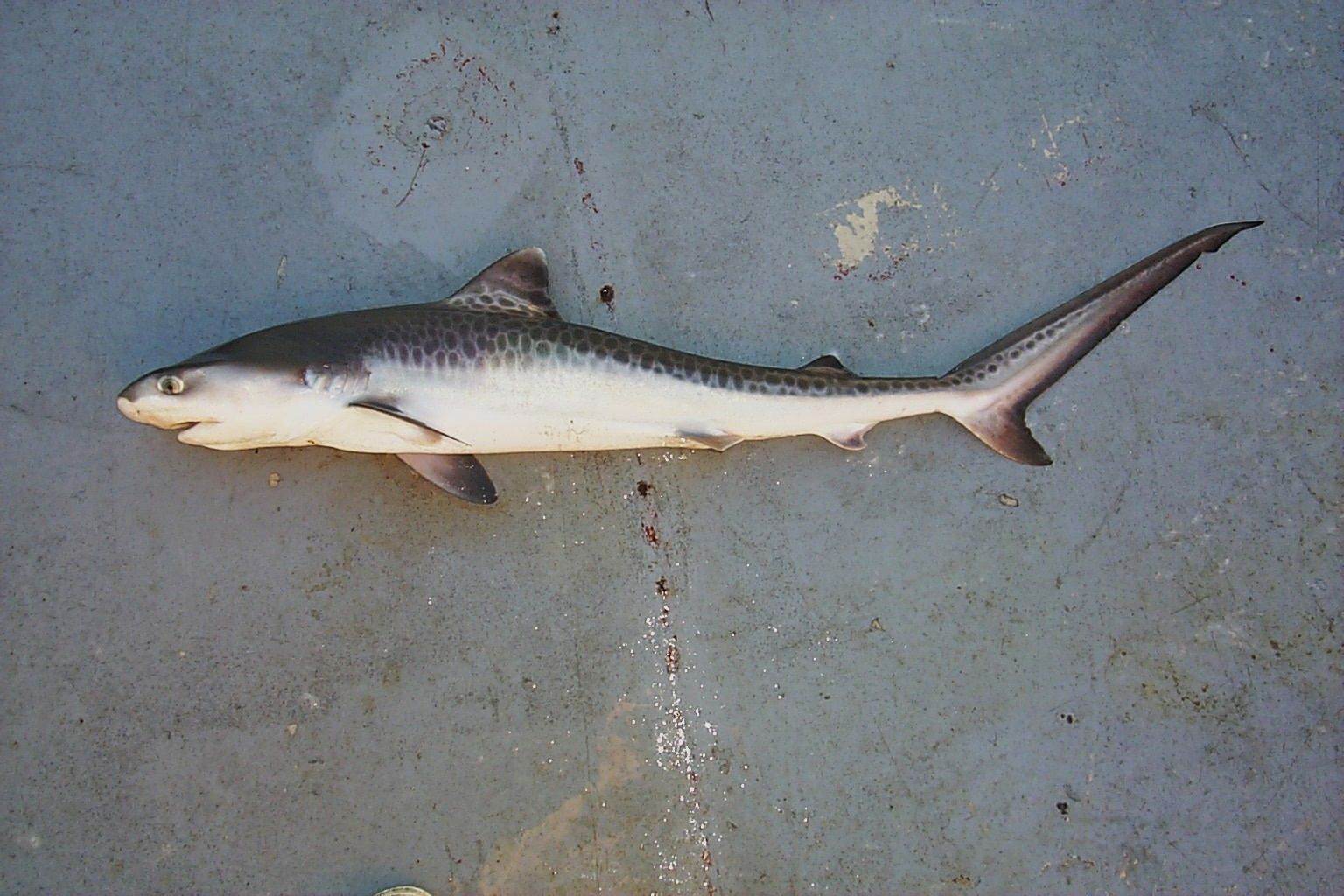
Junger Tigerhai mit deutlich ausgebildeter Fleckung

Die meisten Tigerhaie bleiben unter einer Länge von 5 Metern, lediglich wenige sehr große Weibchen erreichen eine Länge von mehr als 5,5 Meter. Weibchen werden mit einer Länge von 2,5 bis 3,5 Metern geschlechtsreif, die meisten werden nicht größer als 4,3 m. Männchen sind bei Erreichen der Geschlechtsreife 2,25 bis 2,9 Meter lang und erreichen üblicherweise eine Länge von mindestens 3,7 Metern. Ein riesiges Weibchen, das 1957 im Südchinesischen Meer gefangen wurde, war Berichten zufolge 7,4 Meter lang und wog 3.110 kg. Bei der Geburt haben Tigerhaie eine Länge zwischen 51 und 76 cm.
Der Körper des Tigerhais ist länglich, seine Schnauze vergleichsweise kurz, flach, breit und kantig. Die Schnauze ist kürzer als die Breite des Mauls. Der Tigerhai ist grau gefärbt. Der Name kommt von der getigerten Musterung der Jungtiere, welche mit zunehmendem Alter verblasst und im Alter nur noch sehr undeutlich oder gar nicht mehr vorhanden ist." Der deutlichen Musterung der Jungtiere wird oft eine Tarnfunktion zugeschrieben, denn sie halten sich gewöhnlich in Ufernähe direkt unter der Wasseroberfläche auf. Die Schatten der Wellen zeichnen im flachen Wasser ähnliche Muster wie die der Jungtiere.
Tigerhaie besitzen große, schlitzförmige Spritzlöcher. Die Nasenöffnungen sind klein; ihr Abstand zueinander ist dreimal so groß wie der Durchmesser der Nasenöffnungen. Die Labialfurchen sind sehr lang; die oberen sind fast doppelt so lang wie die unteren und reichen fast bis zu den Augen. Die Zähne in Ober- und Unterkiefer sind ähnlich. Sie haben etwa die Form eines Hahnenkamms und zeigen eine kräftige Sägung auf und stehen in 18 bis 26 Reihen. Der Interdorsalkamm, ein leistenförmiger Hautkamm zwischen den Rückenflossen, ist deutlich ausgeprägt. Auf dem unteren Schwanzstiel befindet sich auf jeder Seite ein Kiel. Der Brustflossenansatz liegt unterhalb der Lücke zwischen dem dritten und vierten Kiemenschlitz. Die erste Rückenflosse beginnt kurz hinter der Brustflossenbasis. Die zweite Rückenflosse ist deutlich kleiner als die erste; ihre Höhe liegt bei 2/5 oder sie ist noch niedriger. Sie beginnt kurz vor dem Beginn der gleich großen Afterflosse. Diese ist am hinteren Rand tief eingebuchtet.

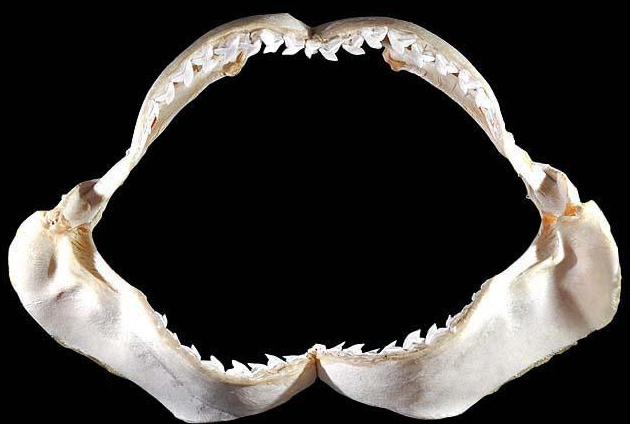
Kiefer
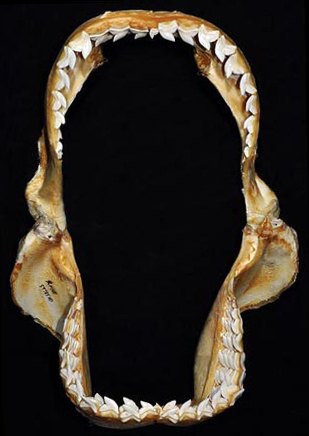
geöffneter Kiefer
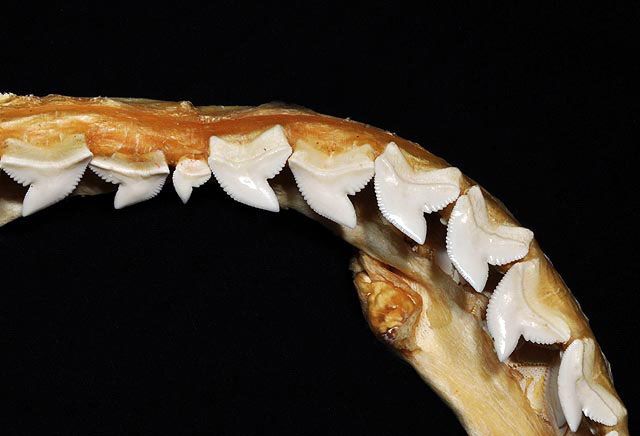
obere Zähne
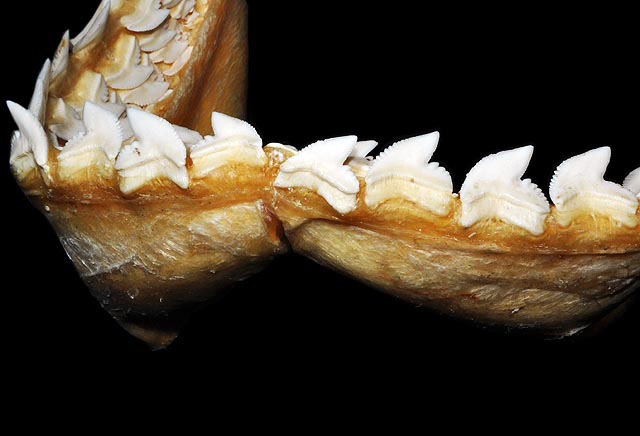
untere Zähne

## Ernährung

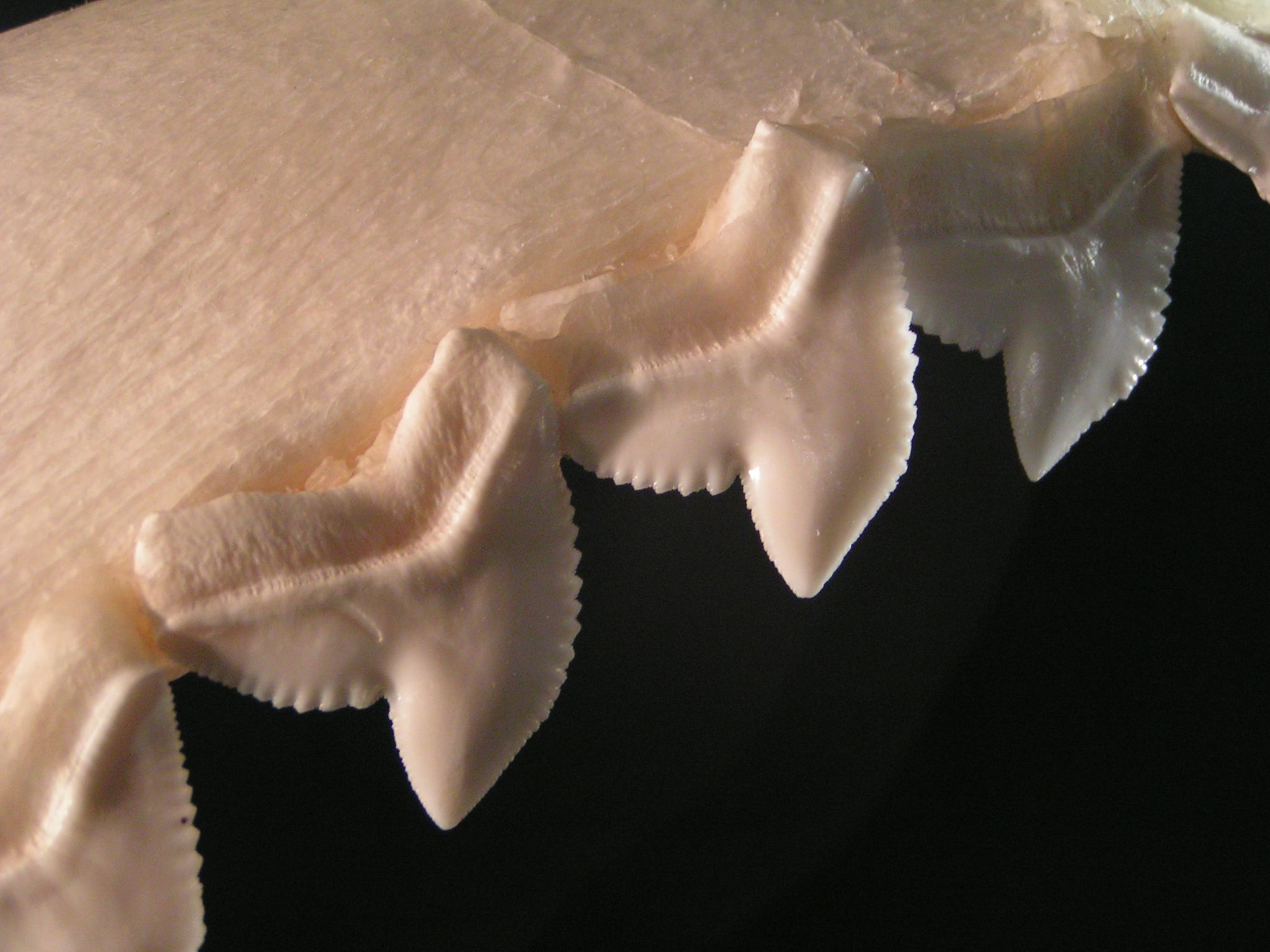
Zähne eines Tigerhais

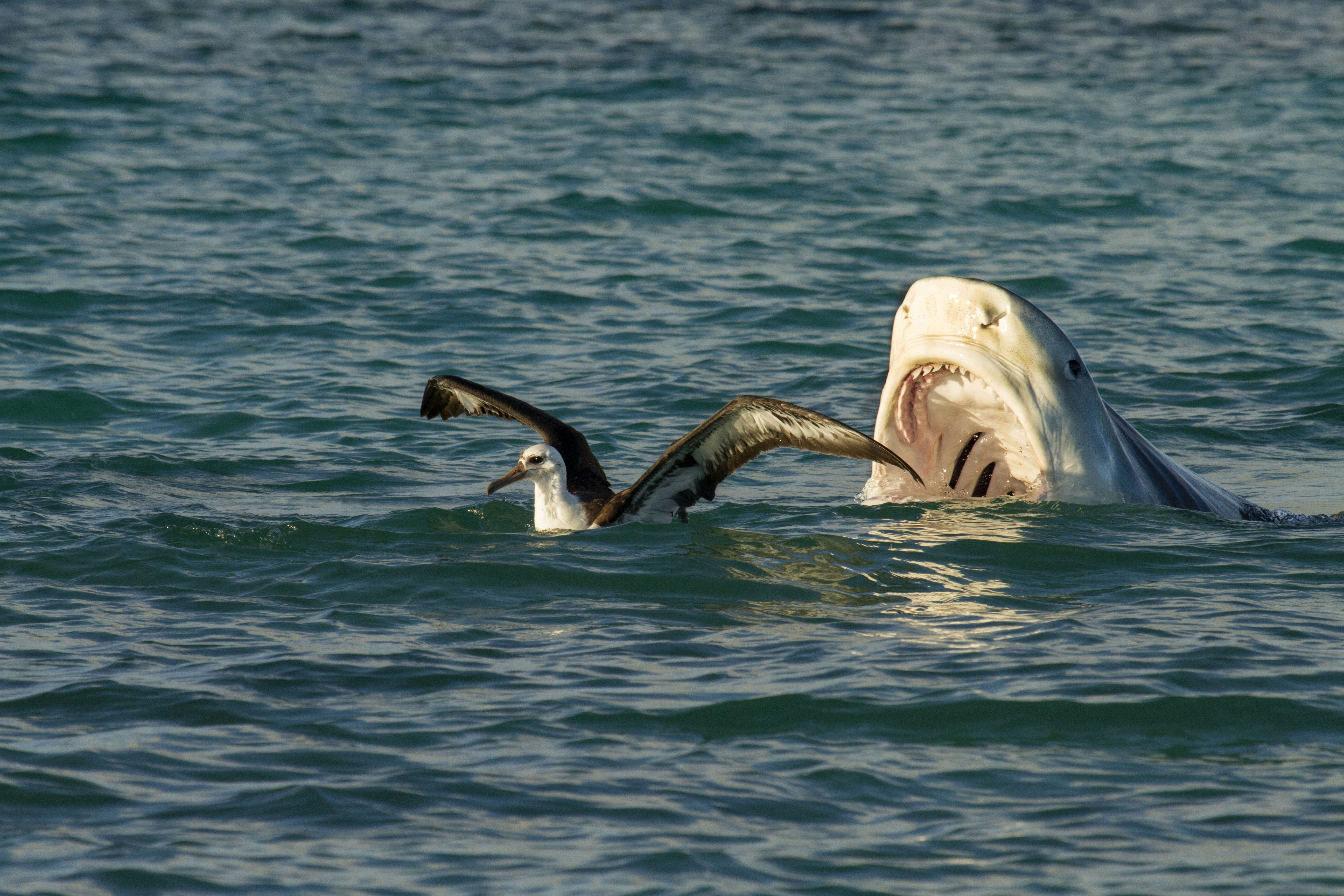
Tigerhai beim Erbeuten eines Albatrosses

Der Tigerhai hat das vielfältigste Nahrungsspektrum aller Haie. Zu seiner Nahrung gehören verschiedene Knochenfische, darunter Tarpune, Frauenfische, Aale, Kreuzwelse, Meeräschen, Lippfische, Papageifische, Meerbarben, Stachelmakrelen, Makrelen und Thunfische, Plattfische, Plattköpfe, Flughähne, Fledermausfische, Drückerfische, Igelfische, Kofferfische und Kugelfische, andere Knorpelfische wie Nagelhaie, Dornhaie, Sägehaie, Engelhaie, Stierkopfhaie, Scharfnasenhaie, Hammerhaie und andere Requiemhaie, kleinere Artgenossen sowie verschiedene Rochen. Mehr als alle anderen Haiarten jagt der Tigerhai Meeresreptilien wie Meeresschildkröten und Seeschlangen. Auch die Meerechsen der Galapagosinseln werden gefressen und im Magen eines Exemplars fand man Überreste eines Grünen Leguans. Seevögel wie Sturmvögel, Fregattvögel, Kormorane und Pelikane werden erbeutet, wenn sie auf dem Wasser schwimmen oder beim sehr niedrigen Flug über die Meeresoberfläche, außerdem erschöpfte Zugvögel, die ins Wasser gefallen sind. Zu den Wirbellosen im Beutespektrum der Tigerhaie gehören Kraken, Kalmare, Sepien, Langusten, Krabben, Pfeilschwanzkrebse, große Schnecken, Manteltiere und Quallen. Hin und wieder werden auch Meeressäuger gefressen: Robben, Delfine, Schweinswale oder auch kleine Bartenwale, letztere aber möglicherweise nur, wenn sie schon tot sind und als Kadaver an der Meeresoberfläche treiben. Oft werden auch im Meer treibende Kadaver toter Landlebewesen gefressen, darunter Vögel, Ratten, Schweine, Rinder, Schafe, Esel, Hunde, Hyänen, Affen und Menschen.
Da neben verschiedenen Beutetieren auch viel Unrat wie Autoreifen, Nägel oder Autoschilder in Tigerhaimägen gefunden wurde, war er lange Zeit als „Abfallfresser“ verschrien. Er gilt neben dem Weißen Hai und dem Bullenhai als für Menschen gefährliche Haiart. Der Tigerhai ist ein Spitzenprädator.

## Fortpflanzung
Der Tigerhai ist ovovivipar. Die Trächtigkeit dauert bei den Tigerhaien zwischen 13 und 16 Monaten. Junghaie werden im Frühling und im frühen Sommer geboren, auf der Nordhalbkugel von April bis Juni und auf der Südhalbkugel wahrscheinlich von November bis Januar. Pro Wurf kommen 10 bis 82 Junghaie zur Welt, die dann 50 bis 75 cm lang sind. Mit einem Alter von 4 bis 6 Jahren werden sie geschlechtsreif. Tigerhaie können etwa 50 Jahre alt werden. Kannibalismus im Mutterleib ist bei Tigerhaien keine Seltenheit, das älteste der Jungtiere verspeist bereits als Fötus jüngere Geschwister oder unbefruchtete Eier im jeweiligen Uterus. Die Weibchen scheinen nur alle drei Jahre zu gebären.

## Verhalten
Über das genaue Verhalten dieses Hais ist noch wenig bekannt. Er ist dämmerungs- oder nachtaktiv, schwimmt abends und nachts bis in sehr flache Regionen und zieht sich tagsüber wieder in größere Tiefen zurück. Tigerhaie sind Einzelgänger und sehr neugierig. Die Gefahr, von einem Tigerhai gebissen zu werden, ist wie für alle anderen Haiunfälle gering, obwohl die meisten Haiunfälle in den Tropen Tigerhaien zuzuschreiben sind.
Dieser Hai gilt als einer der gefährlichsten für den Menschen. Die dokumentierten Attacken zeichnen sich durch eine hohe Sterblichkeit der Opfer aus. Dies ist darauf zurückzuführen, dass der Tigerhai umgehend beginnt, seine Beute zu verschlingen und nicht, wie beispielsweise der Weiße Hai, die prädatorische Attacke mit einem Probebiss beginnt.

## Systematik
Der Tigerhai wurde 1822 durch den französischen Naturforscher Charles-Alexandre Lesueur unter der Bezeichnung Squalus cuvier erstmals wissenschaftlich beschrieben. 1838 führten Johannes Müller und Jakob Henle die Gattung Galeocerdo ein, die rezent monotypisch ist, mit dem Tigerhai als einzige heute lebende Art. Der Tigerhai wird in den meisten Quellen in die Familie der Requiemhaie (Carcharhinidae) gestellt, unterscheidet sich jedoch in einigen Merkmalen deutlich von allen anderen Requiemhaiarten. So ist der Tigerhai ovovivipar, während die Requiemhaie vivipar sind. Außerdem verfügt er über Spritzlöcher, während sie allen anderen Requiemhaiarten fehlen und die Gattung Galeocerdo entwickelt sich seit 50 Millionen Jahren eigenständig (siehe Stammesgeschichte). Nach Naylor und Mitarbeitern ist der Tigerhai die Schwesterart einer von den Requiemhaien und den Hammerhaien (Sphyrnidae) gebildeten Klade. Schwestergruppe aller drei Taxa zusammen sind die Wieselhaie (Hemigaleidae). In Eschmeyer’s Catalog of Fishes und in FishBase, wissenschaftliche Datenbanken zur Fischsystematik, wird der Tigerhai deshalb in eine eigenständige, monotypische Familie gestellt, die Galeocerdonidae. Der Name Galeocerdonidae wurde von Galeocerdini abgeleitet, ein Begriff, den der kubanische Naturforscher Felipe Poey 1875 für eine Haiunterfamilie geprägt hat.

## Etymologie
Galeocerdo (Kunstwort) von (gr.) galeos „Hai“ und kerdō „Fuchs“. Man beachte, dass das sonst übliche Genitiv-i beim Namen des Widmungsträgers, Georges Cuvier, fehlt – so dass dieser ungewöhnlicherweise im Nominativ steht. Die oft vorgenommene Korrektur cuvieri ist unstatthaft, obwohl die Erstautoren sicherlich so schreiben (oder drucken lassen) wollten – es liegt zwar ein Druckfehler vor, der jedoch nicht korrigiert werden muss, weil er den Sinn nicht verdunkelt (vgl. auch Pharomachrus mocinno).

## Stammesgeschichte

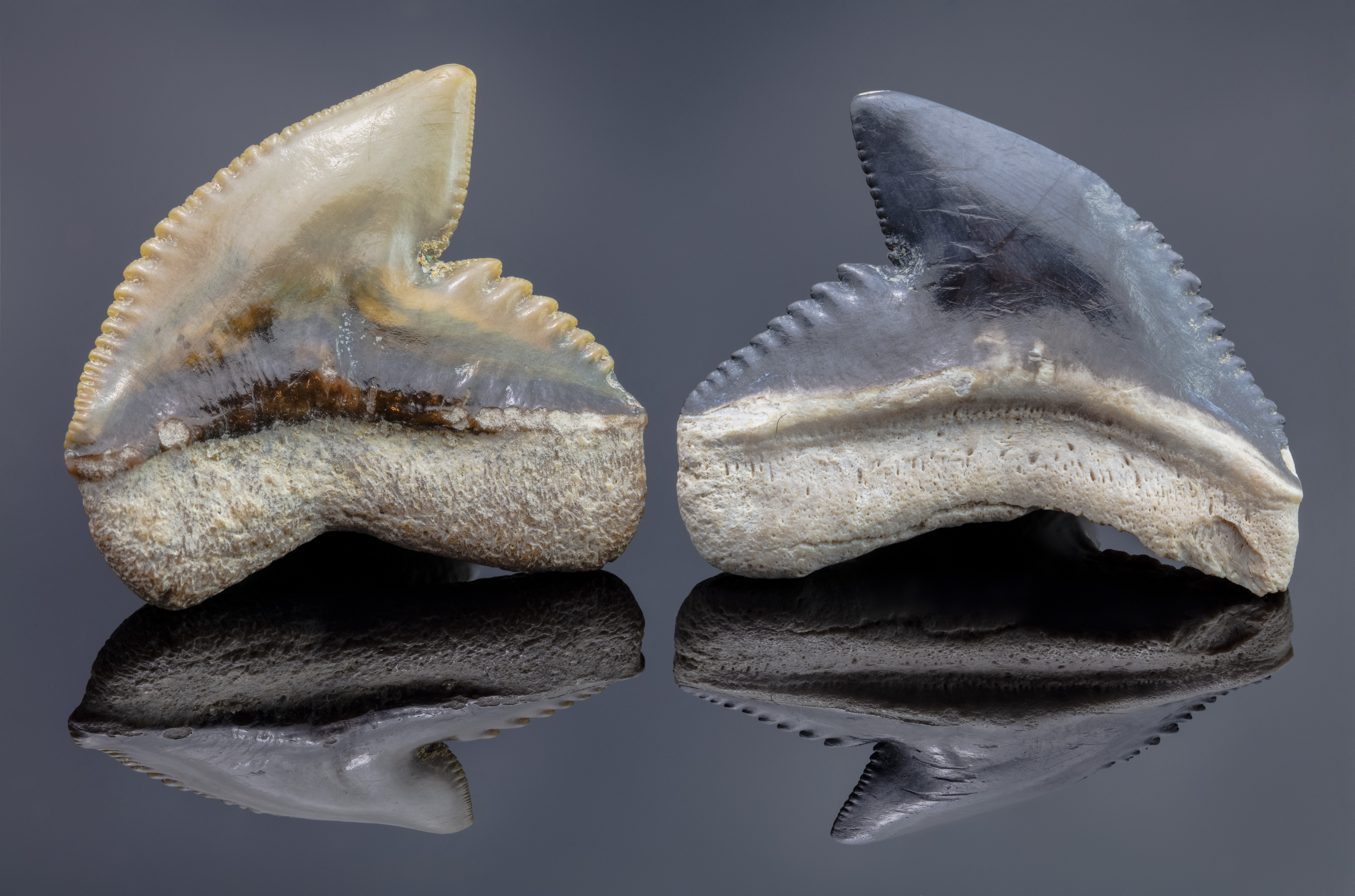
Zähne von Galeocerdo aduncus

Die Stammesgeschichte der Gattung Galeocerdo lässt sich anhand versteinerter Zähne bis ins Ypresium (frühes Eozän) vor etwa 50 Millionen Jahren zurückverfolgen. Insgesamt wurden 60 ausgestorbene Galeocerdo-Arten beschrieben, von denen nach zahlreichen Zuordnungen zu anderen Gattungen und Arten Anfang 2021 noch 23 valide Arten übrig waren, von denen die meisten aber immer noch zweifelhaft waren. Eine im März 2021 veröffentlichte erneute Untersuchung der Zahnfossilien ergab, dass sich 6 deutlich dignostizierbare Tigerhaiarten unterschieden lassen, Galeocerdo clarkensis und G. eaglesomei aus dem Eozän, G. aduncus, der vom Oligozän bis zum späten Miozän lebte, G. mayumbensis aus dem Miozän, G. capellini aus dem Pliozän und die rezente Art G. cuvier, die es seit dem mittleren Miozän gibt.

## Gefährdung
Trotz der recht großen Würfe stellt der dreijährige Fortpflanzungszyklus ein Problem dar, dem hohen Druck der Fischerei standzuhalten. Dieser Hai wird kommerziell gefischt, ist aber auch Ziel von Freizeit-Fischern und stellt dabei meist das Hauptziel dar, landet aber auch als Beifang in den Netzen. Ihre Haut, Leber und Flossen erfahren eine hohe Nachfrage, wobei auch ihr Fleisch und ihre Knorpel Verwendung finden. Ihre Flossen sind vor allem in Hongkong begehrt. Dabei sind die globalen Fangzahlen, Daten zu Bestand und Populationen weitestgehend unbekannt. Problematisch erscheint die fehlende Information von Altersstrukturen von Populationen und deren Trends. Jedoch können einzelne Langzeit-Beobachtungsstudien zu Haifang Aufschluss über die Situation in einzelnen Verbreitungsgebieten geben. In Australien zeigte das Queensland Shark Control Program seit den 1980er-Jahren einen Rückgang der Fangquoten. Dieser Rückgang wurde auch in New South Wales für die letzten 20 Jahre beobachtet. Signifikant zeigte sich die Verringerung älterer geschlechtsreifer Haie. In Südafrika wurde ein jährlicher Anstieg der gefangenen Tiere um 3 % berichtet. Im Arabischen Meer wird für die letzten drei Generationen ein Rückgang von 30 % geschätzt, weitere Rückgänge für die künftigen drei Generationen von 2018 bis 2086 werden vermutet.
Einzelne Aufwärtstrends sollten vorsichtig interpretiert werden, im Fokus sollten die Abwärtstrends stehen. Darum wird der Tigerhai von der IUCN als potenziell gefährdet eingestuft, wobei die Bewertung kurz vor der Einstufung gefährdet liegt.

## Verwendung in der Kunst
Eines der berühmtesten, aber auch umstrittenen Kunstwerke der 1990er Jahre ist ein Werk von Damien Hirst mit dem Titel The Physical Impossibility of Death in the Mind of Someone Living (übersetzt: Die physische Unmöglichkeit des Todes in der Vorstellung eines Lebenden), welches einen in Formaldehyd eingelegten Tigerhai in einer Vitrine darstellt.